# サンデーフォーク

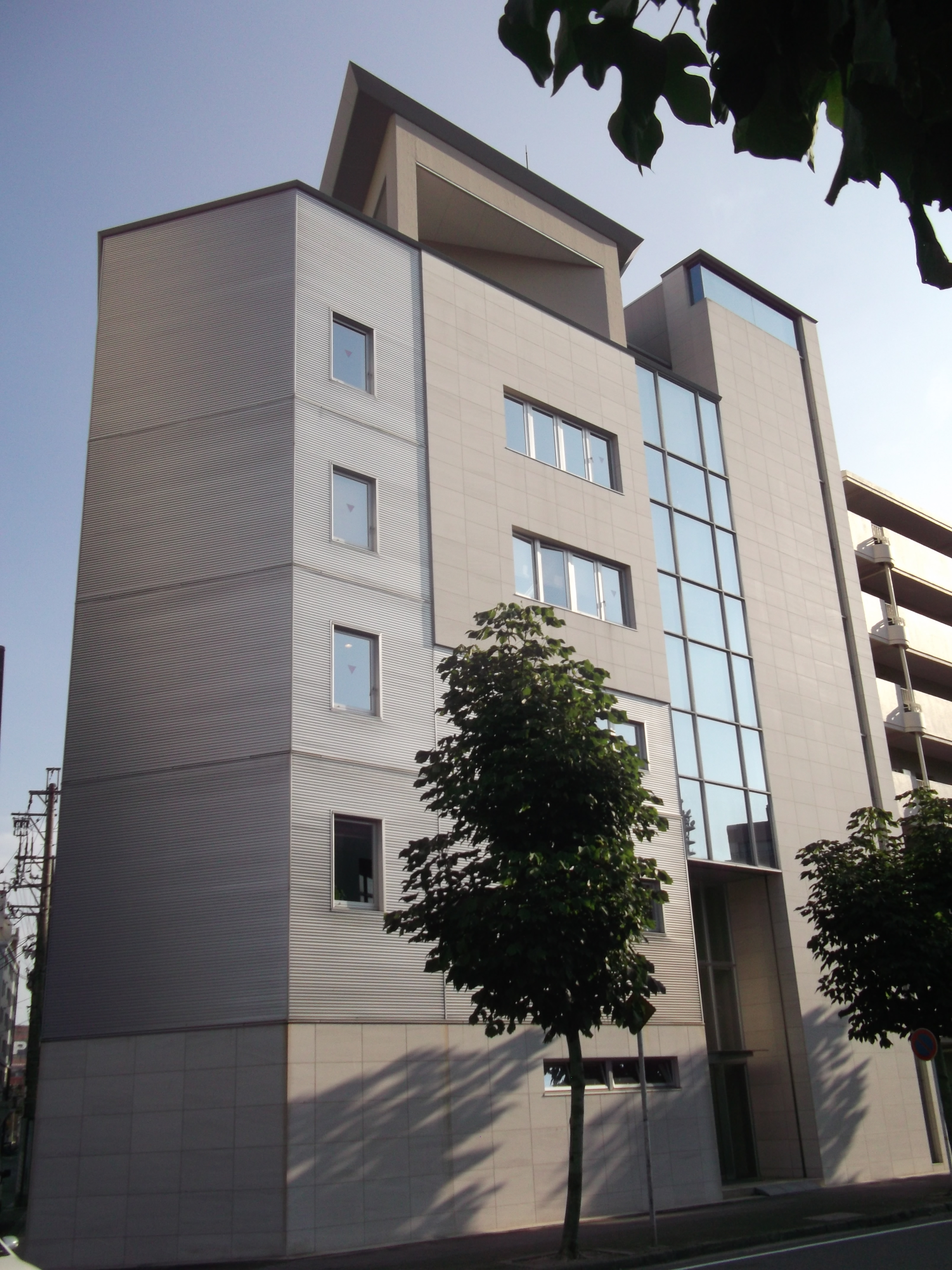
サンデーフォークプロモーション本社（2014年7月）

サンデーフォークは、愛知県名古屋市東区に本社を置く日本の企業グループの名称。
正式名称は1973年6月2日の設立以来「有限会社サンデーフォークプロモーション」であったが、2008年4月1日に「株式会社サンデーフォークフロント」へと変更、グループ会社を統合し事業持株会社へ移行した。同日付で、コンサート企画・運営・制作部門などを分割し「株式会社サンデーフォークプロモーション」が設立された。2009年7月1日には、テレビ制作事業部とデジタルタンク事業部（デジタルタンク!）が分社化し、「株式会社サンデーフォークメディア」が発足。持株会社への移行に伴い、株式会社サンデーフォークフロントから株式会社サンデーフォークマネージメントへ名称変更。2022年に全株式をサンデーフォークプロモーションがサンデーフォークマネージメントより取得し、自社で保持。現在はサンデーフォークマネージメントとは一切の関連は無い。

## 事業内容
（株）サンデーフォークプロモーションは、コンサート運営以外にはアーティストのブッキング・プロモーションにかかる部門、イベントの企画・運営、ソフトウェアコンテンツの制作管理・ライブハウス「ハートランドスタジオ」の運営（ハートランド ソフトコンテンツ事業部）、音楽著作権管理（旧 サンデーミュージックパブリシャーズ社）、CDショップ（ビッグオレンジ事業部、旧 ビッグオレンジ社）、ラジオ番組制作部門（旧 ビバ!ラジオ社）を事業の柱とする。
東海地方を中心にコンサートや各種イベントなどを企画、主催、チケット取扱、運営するコンサートプロモーターであり、テレビやラジオでは中京広域圏キー局のローカル番組（ウドちゃんの旅してゴメン、げりらっぱなど）の制作（ポストプロダクション）も多い。
コンサートやイベントでは主催となる事もあるが、基本的には運営を行う。例えば、名古屋のジャニーズのコンサートでは運営のみを行い、主催やチケット取扱はヤングコミュニケーションコンサート事務局が行っている。東海地方で行われるコンサートなどのプロモーション業務の大半を占めているため、名古屋の放送、音楽業界ではサンデーフォーク無しでは語れない。
「サンデーフォークプロモーション」と言わずに「サンデーフォーク」（業界では「サンデー」）と略される事が多い。
名古屋で地域密着形の企業でもあるため、マスメディアとの関係も名古屋の企業が多い。静岡にも事務所がある。舞台が名古屋である映画『アイコ十六歳』では、製作協賛していた。
（株）サンデーフォークメディアについては、イベントの企画・運営（プランニング エージェント事業部、旧 サンデーEフロント社）、ソフトウェアコンテンツの制作、テレビ番組の制作（テレビ制作事業部）、映像音声のデジタル編集（デジタルタンク部門）が2009年7月に（株）サンデーフォークプロモーションより分社化し、（株）サンデーフォークメディアを設立した。2011年7月、オーナーと経営陣との対立で役員が総辞職。その後の事業再編で2011年11月、映像音声のデジタル編集部門（デジタルタンク）を事業譲渡。なお、サンデーフォークメディアは2013年に事業譲渡した。

## 人物
同社には唯一の契約タレントとして宮地佑紀生が「預かり」という形で所属する。宮地佑紀生と同じく東海地方のラジオやテレビで活躍し、「アクエリアス」というバンドのメンバーでもあった河原龍夫は、サンデーフォークの創設当時からのメンバーでもあり、初期のサンデーフォークを支えてきた一人である。タレントとしての所属ではなく社員ということになっていたが、ここ数年はサンデーフォークを通しての仕事が減り、唯一岐阜放送のハーさんのMusicTimeマシ〜ンのみだったが、2006年3月をもって終了することが決定したため、社員から外れることを同番組内で明かした。
また、松山千春との結びつきは強く、松山自身のラジオ番組でもサンデーフォークという言葉をよく耳にすることができる。「サンデーフォークの桑原、桑原がさ～」など。
その桑原とは、有限会社時代の元社長であり、相談役である桑原宏司である。桑原は夫婦デュオチェリッシュの初期メンバー（いわゆるチェリッシュ5人時代のドラムス担当）であった。現在は、チケットぴあ名古屋株式会社代表取締役社長、そして広島市に本社を置く、株式会社ベット・タリスの取締役でもある（同社へはサンデーフォークも出資している）。

## 事業所
株式会社サンデーフォークプロモーション
- 本社：愛知県名古屋市東区東桜二丁目12番8号 TIビル
- 静岡事務所：静岡県静岡市駿河区泉町2番3号 アズマビル5階
- ハートランドスタジオ（ライブハウス、株式会社ハートランドスタジオが運営）：愛知県名古屋市中区栄一丁目4番33号

### 過去
旧本社（サンデーフォークマネージメント）
- 愛知県名古屋市東区東桜二丁目12番8号 TIビル

株式会社サンデーフォークメディア
- 本社：愛知県名古屋市東区東桜2丁目12-8 TIビル

## 関連企業
- 中日新聞社（サンデーフォークが発行している「TANK2」や広告の掲載）
- 中部日本放送（CBCテレビ）
- 東海テレビ
- 東海ラジオ

※ 上に掲げた3局は中日新聞が株主となっている会社。
- ポートベイス - 2025年開業予定のライブ劇場

## 役員
株式会社サンデーフォークプロモーション
- 伊神悟（代表取締役社長。2009年2月には社長解任、後に取締役も解任されるが4月に再任される[1]。有限会社時代の元社長
- 遠藤けい（取締役）
- 佐藤和宏  (取締役)